# Howard Rachlin

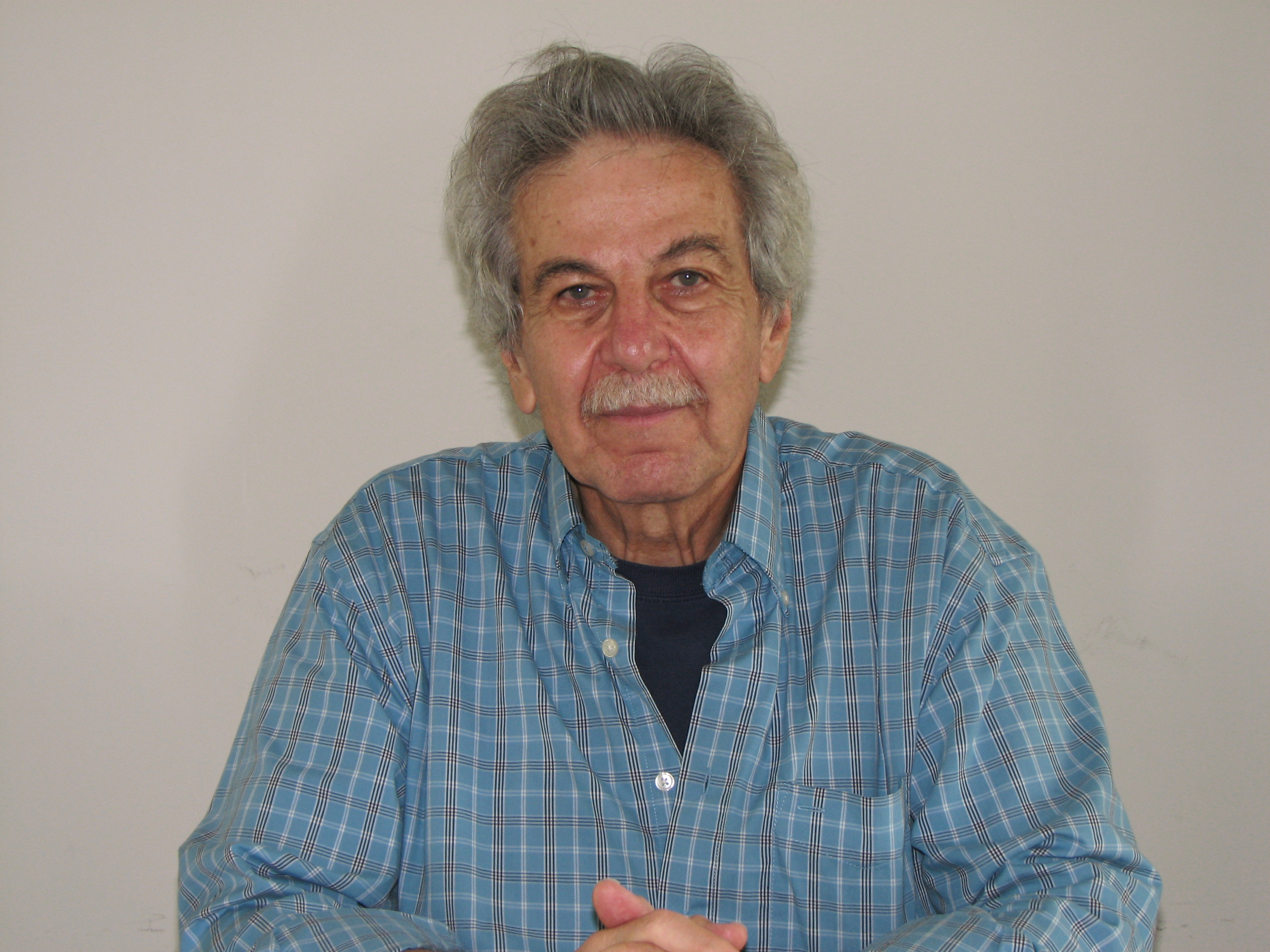
Howard Rachlin in 2007

Howard Rachlin (°1935) is een Amerikaans psycholoog en behaviorist. Hij is de belangrijkste vertegenwoordiger van het teleologisch behaviorisme. Hij is 'Emeritus Distinguished Professor' aan de Stony Brook universiteit van New York. Hoewel hij op emeritaat is, blijft hij actief betrokken bij onderzoek.
De thema's waarmee hij naam heeft gemaakt houden verband met keuzes en beslissingen nemen (onder meer delay discounting bij mensen en dieren. Hij is een van de grondleggers van de gedragseconomie. Met zijn onderzoek wil hij vooral meer zicht krijgen op de psychologische basis van zelfbeheersing en impulsiviteit, verslaving, sociale coöperatie en altruïsme.